# 幽霊本
幽霊本（ゆうれいぼん、ゆうれいほん）とは、存在していた確たる証拠がなく、実存が疑問視されている書物のこと。目録や広告上には記載されているが、実際に出版されたことが確認できない書籍などを指す。
かつて存在していたが、現在は伝わらない書物のことは逸書または佚書という。